# 梵衆天
梵衆天（ぼんしゅうてん　梵：Brahmakāyikā）は、三界のうち、色界18天の下位から数えて第1番目の天。色界第一禅（初禅）の第1番目・初天。
『順正理論』は、「大梵所有所化所領、故名梵衆。」（梵天が所有したり化身したり支配する天衆がいるため、梵衆天という。）と説明する。
『雑阿毘曇心論』『彰所知論』は、この天での天部（天衆）の身長が0.5由旬、寿命が0.5劫とする。また『仏説立世阿毘曇論』は、寿命を20小劫とする。
上部は梵輔天があるが、この天は色界の第1番目に位置するので、この下部は欲界の最高・他化自在天となる。